# 猫鼻温泉
猫鼻温泉（ねこはなおんせん）とは、長野県北安曇郡小谷村大字北小谷猫鼻にあった温泉。名前の由来は当地の地名である猫鼻から。

## 泉質
- 炭酸水素塩泉・中性低張性高温泉（揚湯当時は単純泉[1]）
- 泉温は45℃（揚湯当時）[1]

## 温泉地
営業当時は200人が一度に入れる露天風呂で冬にはスキーの帰り客で賑わい、内湯も木造小屋に用意されていた。脱衣所はプレハブの2棟のみであった。

## 歴史
昔から自然湧出していたが、交通の便が不便であったため野湯状態となっていた。近くに道路が開通するのに合わせて白馬村の清水英雄によってボーリング調査が実施された。その結果、1989年（平成元年）8月に毎分400リットルの単純泉の湧出に成功。露天風呂は1993年（平成5年）の時点で存在していたが、所有者も代わり、国道工事終了後に正式に施設化されると思われていた。
しかし、1995年（平成7年）7月の7.11水害により崩壊、基礎が半分以上流出したうえに元々源泉が老化していたため、再建されず現在は跡形もなくなっている。現在は猫鼻温泉に通じる道自体が閉鎖・通行止めとなっている。（猫鼻温泉の位置）
後に温泉施設は湯原地区へ移転し、新天地の『湯原温泉 猫鼻の湯』で営業が再開される。

## 周辺
- 姫川
- 猫鼻石仏群
- 塩の道（千国街道）
- 蒲原温泉
- 姫川温泉
- 国界橋

## 参考資料
- 猫鼻温泉跡

座標: 北緯36度51分57秒 東経137度52分46秒 / 北緯36.86583度 東経137.87944度